# 첨부 파일
첨부 파일(email attachment)은 전자 우편 메시지와 함께 딸려오는 컴퓨터 파일이다. 현재의 전자 우편 첨부 파일은 100MB에서 2GB에 이르기까지 다양하며 무제한 용량 서비스라고 광고하는 곳에서도 실제로는 광고와 달리 어느 정도의 용량 제한과 유지 기간이 적용된다.

## 위험성
웜과 바이러스는 전자 우편 메시지의 첨부 파일로 퍼져나갈 수 있다. 취약한 전자 우편 프로그램을 사용하면 바이러스는 메시지를 미리 보는 것만으로도 활성화될 수 있다. 더 보안에 강한 프로그램들은 사용자가 실행을 위해 첨부 파일을 열 경우 감염을 허용하기만 한다. 첨부 파일을 동반한 예기치 못한 전자 우편은 위험하고 의심스럽게 여겨진다.
일부 메일 서비스와 소프트웨어 필터는 실행 파일과 스크립트와 같은 잠재적으로 위험한 첨부 파일을 걸러낸다.